# Рапосо, Валентина
Валентина Рапосо Руис де лос Льянос (исп. Valentina Raposo Ruiz De Los Llanos; род. 28 января 2003, Сальта) — аргентинская хоккеистка на траве, защитник. Серебряный призёр летних Олимпийских игр 2020 года, чемпионка Америки 2022 года.

## Биография
Валентина Рапосо родилась 28 января 2003 года в аргентинском городе Сальта.
Первоначально занималась другими видами спорта, но не добилась успехов, после чего перешла в хоккей на траве по примеру старшей сестры Камилы.
Играет в хоккей траве за «Попай» из Сальты.
В 2021 году дебютировала в составе женской сборной Аргентины.
В том же году вошла в состав женской сборной Аргентины по хоккею на траве на летних Олимпийских играх в Токио и завоевала серебряную медаль. Играла на позиции защитника, провела 8 матчей, забила 2 мяча (по одному в ворота сборных Испании и Германии). 18-летняя Рапосо была самой молодой хоккеисткой олимпийского турнира.
В 2022 году завоевала золотую медаль Панамериканского чемпионата в Сантьяго.